# 1933年8月5日月食
1933年8月5日月食为一次在协调世界时1933年8月5日出現的半影月食。該次月食半影食分為0.257、全影食分為-0.728。

## 概述
這次月食的食分是21.06。

## 基本參數
- 類型：半影月食
- 食甚資料：
  - 日期：1933年8月5日
  - 時間：19:46
  - 月球位置：赤經21.06度、赤緯-18.3度
  - 食分：半影食分：0.257、全影食分：-0.728

## 外部連結
- NASA月食專頁（页面存档备份，存于）（英文）